# 12911 Goodhue
12911 Goodhue (1998 SQ59) là một tiểu hành tinh vành đai chính.
Nó được đặt theo tên Samuel Harlowe Goodhue (sinh năm 1921), một kỹ sư và nhà leo núi người Jackson, New Hampshire. Ông được vinh danh nhờ đóng góp đối với các trạm quan sát Mount Washington (khí tượng) và Lowell.